# Giovani, belle... probabilmente ricche
Giovani, belle... probabilmente ricche è un film del 1982 diretto da Michele Massimo Tarantini. La pellicola in Italia è anche conosciuta con il titolo alternativo Le Fichissime.
Olinka Hardiman, diva del cinema hard degli anni '70, è qui in un ruolo da protagonista con lo pseudonimo Olivia Link.

## Trama

Gianni Ciardo e Nadia Cassini in una scena del film

La giovane Anna lascia la città natale per girare il mondo e cercare d'arricchirsi.
Alcuni anni dopo, la donna muore ad Acapulco lasciando in eredità un miliardo alle tre amiche dell'adolescenza Rita, Caterina e Claudia, sposatesi nel frattempo, rispettivamente, con Filippo, Gabriele e Alberto.
Il notaio le convoca e comunica la notizia del lascito, a condizione che ognuna dimostri d'avere tradito il marito entro tre giorni.
Inaspettatamente, solo Rita, la più seria e morigerata delle tre amiche, commette effettivamente adulterio e, purtroppo, l'eredità sfuma.